# 天兴镇
天兴镇，是中华人民共和国四川省泸州市泸县下辖的一个乡镇级行政单位。

## 行政区划
天兴镇下辖以下地区：
中兴社区、垣山村、场口村、龙凤村、板栗村、志城村、曹湾村、一心村和田坝村。